# Smaragdgroene Boeddha

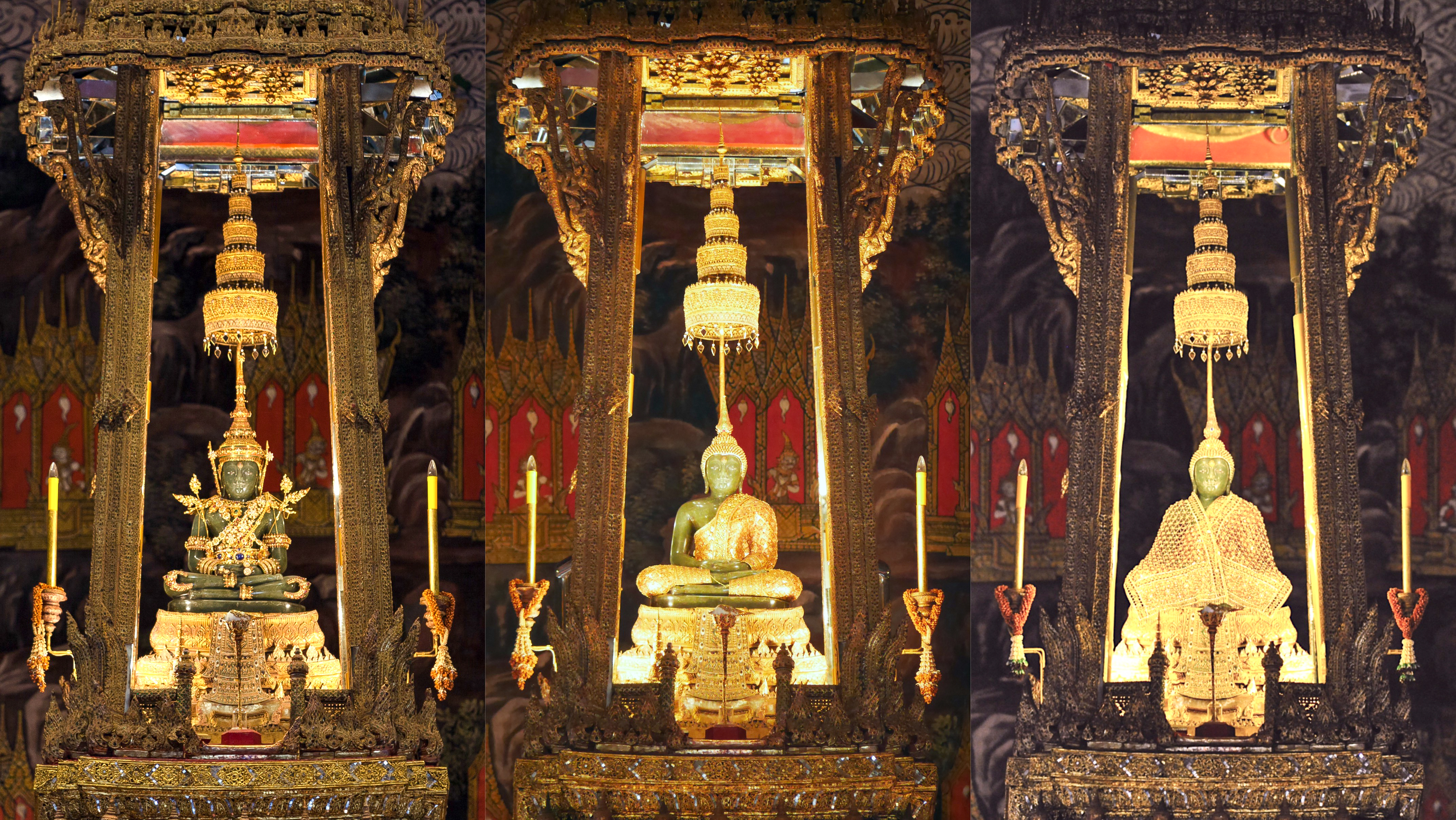
De Boeddha in drie seizoenen

De Smaragdgroene Boeddha, Thai (RTGS): Phra Kaeo Morakot, is een Boeddhabeeld dat zich bevindt in het hoofdgebouw, de ubosot van Wat Phra Kaew, van de tempel Wat Phra Kaew die aan het Koninklijk Paleis in Bangkok grenst.
Het beeld wordt ook wel – vooral dankzij de Engelse naam Emerald Buddha – de Boeddha van Smaragd genoemd, maar dat klopt niet aangezien het beeld van jade is gemaakt, maar dit materiaal kende men nog niet toen het zijn naam kreeg.
Ondanks zijn kleine afmetingen (66 cm hoog) is dit beeld het belangrijkste godsdienstige symbool voor de Thai. Volgens legendes komt het beeld oorspronkelijk uit India, maar het werd voor het eerst gesignaleerd in 1434 in Chiang Rai (stad) in Noord-Thailand.
In 1468 werd de Smaragdgroene Boeddha naar Chiang Mai gehaald en in de naar het oosten gerichte nis van de grote Chedi van Wat Chedi Luang geplaatst.
Ruim 80 jaar later, in 1551, werd hij naar Luang Prabang (Laos) overgebracht.
In 1564 bracht Koning Setthathirath het beeld naar zijn nieuwe hoofdstad Vientiane.
Nadat het lange tijd in Laos was gehuisvest werd het in 1779 na de inname van Vientiane door koning Taksin en zijn generaal Chakri (de latere koning Rama I) meegenomen, eerst naar Thonburi. In 1784 werd het naar zijn huidige locatie gebracht.
In de zomer draagt het beeldje een kroon en sieraden. In de winter een gouden sjaal en in de regentijd een vergulde monnikspij en hoofdtooi. 
Het ritueel van het wisselen van de gewaden mag alleen worden uitgevoerd door de koning of de kroonprins.